# La botiga del ferrer
La botiga del ferrer (originalment en anglès The Blacksmith's Shop) és un tema recurrent de cinc pintures de Joseph Wright. La versió en el seu poble natal va ser originalment completada el 1771.

## Descripció
Joseph Wright va pintar cinc quadres amb el tema de la botiga del ferrer entre 1771 i 1773. La versió del Museu de Derby és d'una botiga on hi ha tres homes que treballen un component de ferro o acer. La presència de visitants i el treball nocturn s'explica pel ferrador que hi ha a fora. Wright imagina que un viatjant ha tingut problemes durant el seu viatge i que el ferrador està, doncs, treballant a la llum d'una espelma. Aquest sistema permet a Wright mostrar la seva habilitat i interès en les llums i ombres. A la dreta de la pintura hi ha un home reposant en una branca. Nicholson fa notar que aquesta persona és tractada amb respecte: l'home sembla massa vell per treballar però davant els altres es comporta com un líder amb experiència.

## Altres versions
Algunes versions més tardanes, que mostren una forja i no un ferrer, estan exposades actualment a l'Hermitage Museum de Sant Petersburg i a la Tate de Londres. En aquestes, la figura principal està treballant amb una forja mentre és observat per la seva família. La natura nocturna de les "peces nocturnes" de Wright era diferent a la dels seus contemporanis; la novetat real, però, requeia en el tema. Les forges alimentades per aigua no eren noves, però Wright va ser innovador en proposar que aquestes escenes fossin el tema d'un artista; per aquesta raó, les pintures de Wright són usades sovint com un símbol de la Revolució Industrial i de la Il·lustració. Wright va ser una figura important amb relació a la Lunar Society i a la Derby Philosophical Society, els membres dels quals serien importants en el desenvolupament de la ciència i l'enginyeria a Anglaterra.
El 1772 Wright va crear una variació de 112 per 132 centímetres anomenada La forja de ferro, que va ser venuda al Senyor Palmerston per 200 lliures. Aquesta versió encara està en possessió de la família Palmerston. Una altra versió de 104 per 140 centímetres titulada Una forja de ferro vista des d'enlloc va ser venuda a l'Emperadriu Caterina de Rússia. Una altra versió del 1771 anomenada La botiga del ferrer va ser venuda al primer Senyor Melbourne; va romandre en la família Melbourne fins que va ser comprada i donada la Down House on es va afegir a la col·lecció en record de Charles Darwin. Aquesta versió està actualment a la col·lecció Mellon.

## Procedència
El quadre del 1771 va ser comprat a la família Greg —a qui havia pertangut des del 1875— per l'ArtFund i el Derby Museum and Art Gallery l'any 1979 per unes 69.000 lliures